# Erastianismo
Se conoce con el nombre de erastianismo al sistema protestante que afirma la superioridad del Estado sobre la Iglesia, defendido por el teólogo suizo Thomas Lieber, llamado «Erasto» o «Erastus», en el siglo XVI.
Erasto, profesor de medicina en la Universidad de Heidelberg, fue seguidor de Ulrico Zuinglio y opositor a Calvino durante el patronazgo a los protestantes de Federico III del Palatinado. Contrariamente a lo afirmado por el calvinismo, Erasto sostenía que el Estado tenía potestad sobre el orden religioso excepto en el caso de excomunión, en su obra Explicatio gravissimae quaestionis utrum excommunicatio, quatenus religionem intelligentes et amplexantes, a sacramentorum usu, propter admissum facinus arcet, mandato nitatur divino, an excogitata sit ab hominibus, llamado comúnmente «Sesenta y cinco Tesis», compuesta en 1568 pero publicada póstumamente en Inglaterra en 1589.
Las ideas del erastianismo, que heredaban parte del pensamiento de Marsilio de Padua, fueron asimiladas parcialmente en la Confesión de Fe de Westminster e influyeron profundamente en Thomas Hobbes, que las reformula en su obra Leviathan y a Richard Hooker en su Of the Lawes of Ecclesiastical Politie. 